# Rathaus (Zeulenroda)

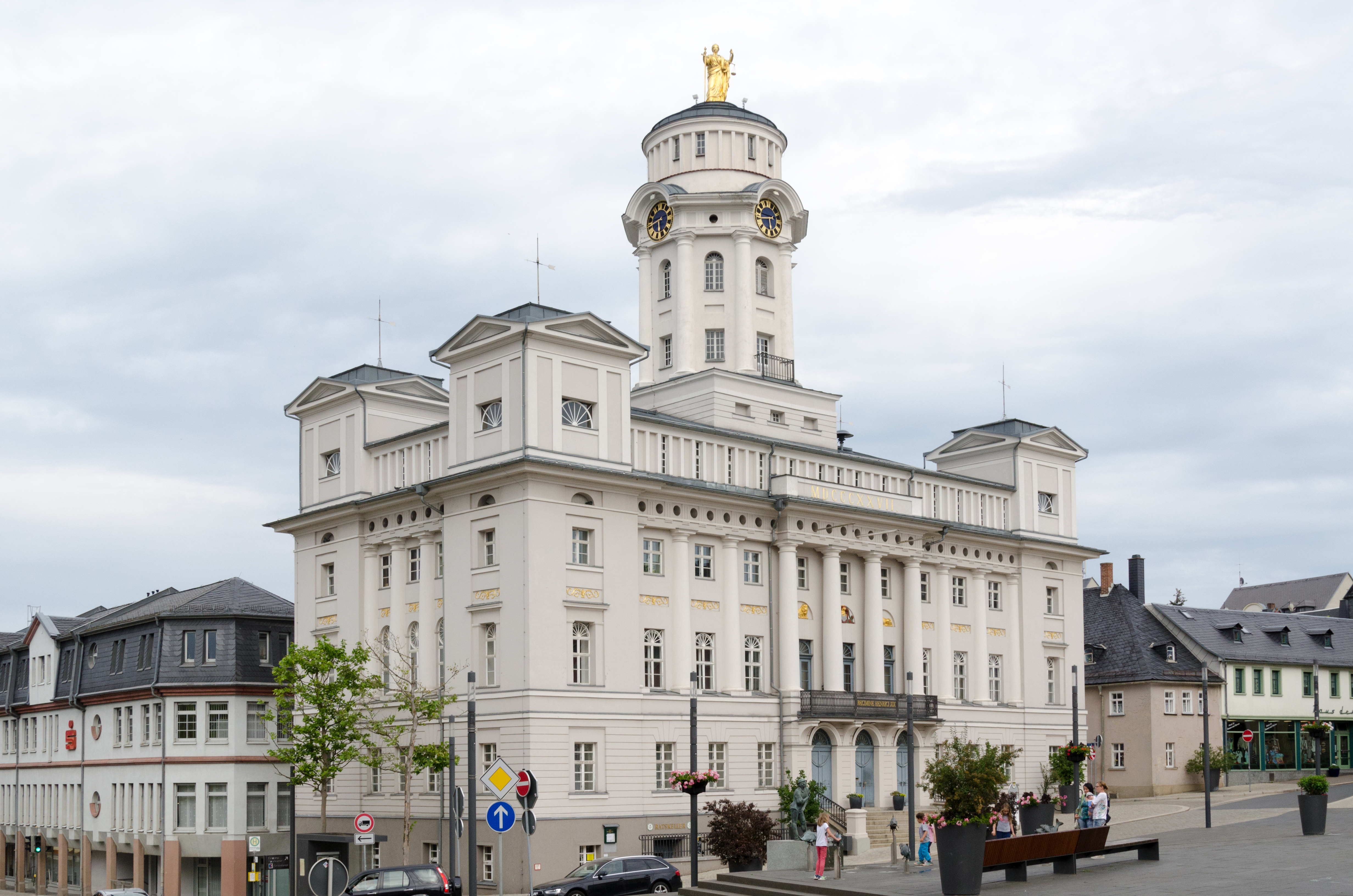
Rathaus in Zeulenroda

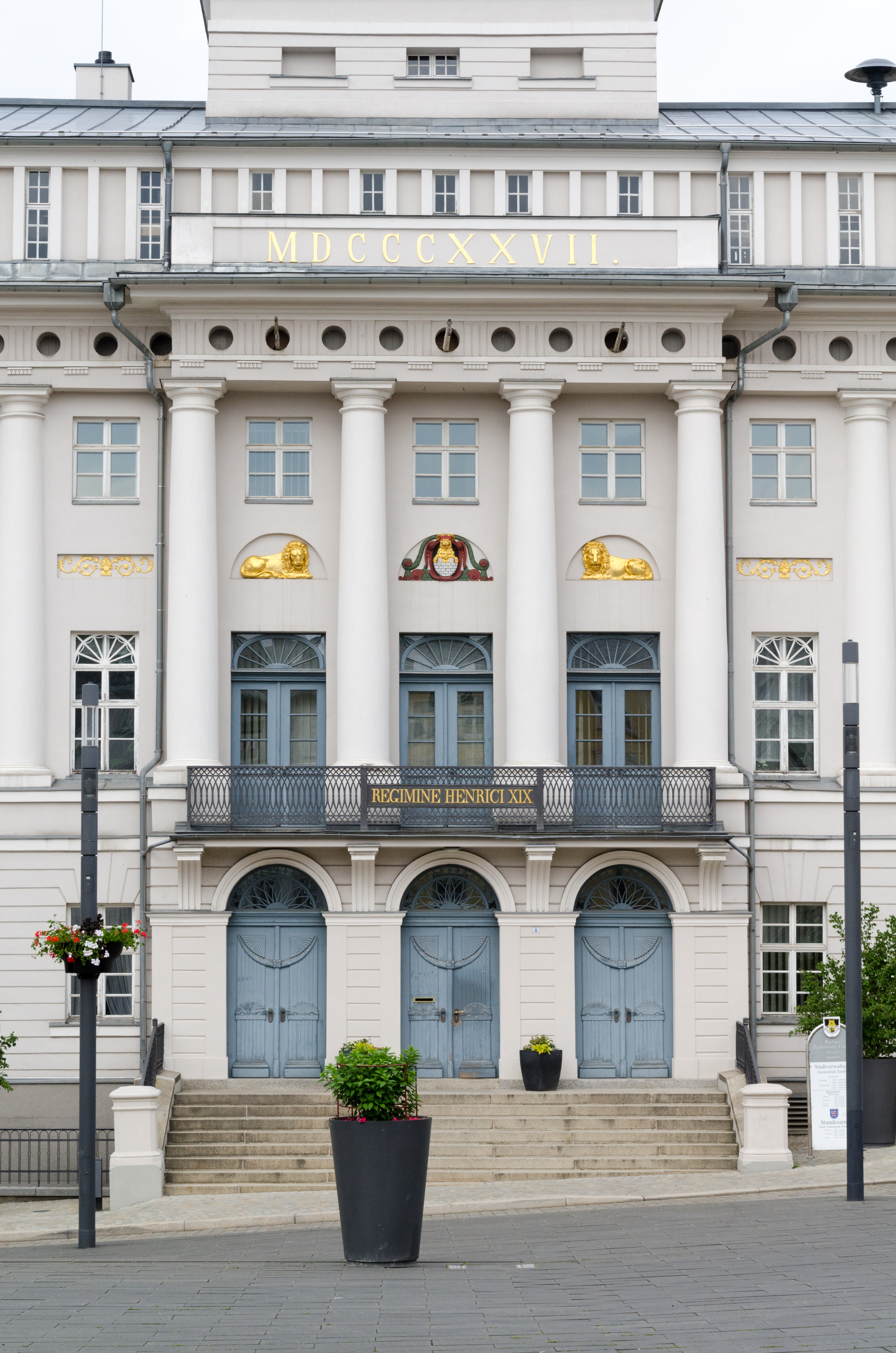
Eingang

Das Rathaus in Zeulenroda, einem Stadtteil von Zeulenroda-Triebes im Landkreis Greiz in Thüringen, wurde von 1825 bis 1827 errichtet. Das Rathaus ist ein geschütztes Baudenkmal.

## Beschreibung
Das Gebäude wurde nach Plänen des Architekten und Strumpfwarenverlegers Christian Heinrich Schopper errichtet. Der Stadtbrand im Jahr 1790 hatte das alte Rathausgebäude zerstört.
Der Bau im klassizistischen Stil besitzt einen Turm mit Themis-Statue, der das Gebäude überragt. Die Statue der griechischen Göttin der Gerechtigkeit ist 3,30 m hoch und trägt ein Schwert in der rechten und eine Waage in der linken Hand. Sie ist eine Arbeit des Altenburger Bildhauers Professor Carl Friedrich Döll und wurde 1828 von der Lattermannschen Eisengießerei in Morgenröthe im vogtländischen Erzgebirge gegossen.